# Černočerné dno
Černočerné dno (v anglickém originále Rock Bottom) je 17. epizoda 1. série amerického animovaného dětského seriálu Spongebob v kalhotách. Premiéru v Americe měla 15. března 2000.

## Děj
Spongebob a jeho kamarád Patrik strávili zábavný den v Rukavicovém parku a čekají na autobusové zastávce. Když nastoupili do autobusu, hledal Spongebob ve svých kalhotách peněženku a držel při tom svůj Rukavicový balónek, který si koupil v parku. Spongebob omylem balónkem několikrát praští řidiče, který mu řekne, že může přestat hledat peníze a že si může nastoupit. Během cesty si Patrik se Spongebobem všimnou dvou billboardů, na kterých se píše „Opouštíte Zátiší Bikin“ a „Konec Zátiší Bikin“, a pak autobus prudce sjede po silnici do veliké hloubky. Řidič je už nechce vozit a vykopne je z autobusu v temném městečku jménem Černočerné dno, kde se nachází podivná stvoření. Patrik stihne nasednout na nový autobus, ale Spongebob nastoupit nestihne. Je trpělivý a čeká na jiný, ale nechá se na pár chvil vyrušit a to zapříčiní, že mu každý další autobus ujede. Vítr odfoukne jeho Rukavicový balónek a za balónkem se žene jedna ze zdejších ryb, která má bioluminiscenci. Spongebob se snaží na místním autobusovém nádraží objednat autobus, ale není jediný, a tak je až na 329 místě ve frontě. Zjistí, že se tu dorozumívají prskáním a že poslední autobus do Zátiší Bikin už odjel. Slibuje si tu, že počká až do zítřka, ale dostane strach a snaží se utéct z propasti. Zjistí, že ho někdo sleduje a tak se snaží schovat, ale vzdá to a uvidí rybu, která se hnala za jeho balónkem. Ryba mu přiváže balónek za ruku a pořádně balónek nafukuje, až to Spongeboba vznáší. Takhle se dostane z propasti až před svůj dům. Hned po tom, co se vrátil, vidí Patrika, který se pro něj vrací v autobuse do Černočerného dna.